# Porsche 917/20
Chronologie des modèles
La Porsche 917/20 est une automobile de sport-prototype construite par le constructeur allemand Porsche. Elle avait pour objectif d’être une version produisant moins de traînée aérodynamique que ces prédécesseurs, à savoir les Porsche 917 K et 917 LH.

## Histoire
Sa peinture très particulière (montrant les quartiers de découpe d'un cochon) lors de sa participation aux 24 Heures du Mans 1971 avec Martini Racing, lui vaudra différents surnoms : "Die Sau", "Dicke Berta" ou "Trüffeljäger" (soit « la truie », la « grosse Bertha » ou le « chasseur de truffes ».

## Épilogue
À l'occasion des 24 Heures du Mans 2018, afin de célébrer les soixante-dix ans de la marque, Porsche utilise de nouveau cette livrée rose sur l'une des 911 RSR engagées en catégorie GTE Pro dans la courseCette voiture remporte la catégorie avec Michael Christensen, Kévin Estre et Laurens Vanthoor au volant.